# Musée Franz-Kafka
 Le musée Franz-Kafka est un musée situé à Prague dédié à l'auteur tchèque Franz Kafka. Le musée abrite un certain nombre de livres de Kafka en première édition, ainsi que des lettres originales, des journaux et des dessins créés par Kafka. La quasi-totalité des lettres et dessins sont mentionnés comme des fac-similés.

## Voir également
- Piss, sculpture de David Černý (2004) installée à l'extérieur du musée .